# Jadier Valladares
Jadier Valladares-Guzmán (L'Avana, 11 ottobre 1982) è un ex sollevatore cubano che ha gareggiato nella categoria dei pesi massimi leggeri (fino a 85 kg.).

## Carriera
La carriera agonistica di Valladares ha avuto nel biennio 2007-2008 il periodo di maggiore successo.
Ha vinto, infatti, la medaglia d'argento ai Giochi Panamericani di Rio de Janeiro 2007 con 363 kg. nel totale, stesso risultato ottenuto dal colombiano José Oliver-Ruiz, con la medaglia d'oro attribuita a quest'ultimo grazie al suo peso corporeo leggermente inferiore.
Nel 2008, Valladares ha vinto nel mese di marzo la medaglia d'argento ai Campionati panamericani di Callao con 349 kg. nel totale, terminando dietro al venezuelano Herbys Márquez (354 kg.).
Qualche mese dopo ha partecipato alle Olimpiadi di Pechino 2008, terminando la competizione al 5º posto con 372 kg. nel totale. Successivamente, però, a seguito di ulteriori indagini ed analisi, è stata riscontrata la positività al doping del bielorusso Andrėj Rybakoŭ e del kazako Vladimir Sedov, rispettivamente 2° e 4° classificati, con conseguente squalifica per entrambi e con avanzamento alla medaglia di bronzo di Valladares.